# Villa Adriana
A Villa Adriana a Rómától 28 kilométerre keletre elhelyezkedő Tivoli Lazio tartomány egyik legnépszerűbb látnivalója a Villa d´Este mellett. A grandiózus romkert már a 18. században is csapatostul vonzotta a látogatókat.
A létesítményt Hadrianus római császár építtette, császári nyári rezidencia céljára, palotával, fürdőkkel, könyvtárral és színházzal, gazdasági épületekkel. A sokat utazó császár igyekezett az által ismert legszebb épületek másolatait is elhelyezni a területen. A munkát valószínűleg 125-ben kezdték.
Az építmények közül kiemelkedő jelentőségű a 60 oszlop övezte arany tér (piazza d´oro) a térre nyíló termekkel, a tengeri színház (teatro maritimo), valamint egy kerek, felvonóhidakon keresztül megközelíthető sziget, melyet vizesárok, oszlopcsarnok és fal vesz körül – a császár kedvenc tartózkodási helye. Majdnem csatlakozik ehhez az athéni Sztoa Poikilé másolata, az a négyzet alakú oszlopcsarnok, amelyben i. e. 300 körül a sztoikusok filozófiai iskolája létrejött. És végül a Kanopusz, Canoopor a Szerapisz-szentséggel híres zarándokhely Alexandriánál, amelyet Hadrianus újra felépíttetett Antinousra emlékeztetendő.
Hadrianus császár utódai is használták és bővítették a villát, míg Nagy Konstantin császár végül számtalan műkincset az új fővárosba, Konstantinápolyba szállíttatott. A népvándorlás korában teljesen szétrombolták, később a reneszánsz pápák kezdtek érdeklődni a romok iránt. Ásatásaiknak természetesen azonban nem tudományos céljuk volt, hanem saját építkezéseik gazdagítása.

## A park története
A Római Birodalom a művelt és műértő római császár Hadrianus római császár (uralkodása 117–138), Traianus fogadott fia uralkodása idején érte el legnagyobb kiterjedését. A császár feladatát mindenekelőtt abban látta, hogy biztosítsa a birodalom határait. 121-ben útra kelt számtalan szakember kíséretében – építészek, földrajztudósok, mérnökök, történészek, filozófusok és művészek –, melynek során először a mai Franciaország, majd Németország, Anglia és Spanyolország területére utazott. Ezután meglátogatta Marokkót, átkelt a Földközi-tengeren és a mai Törökországon keresztül a Fekete-tengerre utazott. Ezután Rodosz és Szicília következtek, majd újra az örök városban tartózkodott. 128-ban meglátogatta a Marokkó és Egyiptom közötti provinciákat, végül Athénba utazott. A következő célállomás Kis-Ázsia, Szíria, Arábia és Palesztina volt. Felhajózott a Níluson, itt azonban súlyos sorscsapás érte, amely megváltoztatta életét. Élettársa, a fiatal Antinousz belefulladt a folyóba. Hogy politikai gyilkosság vagy valóban baleset volt-e, soha nem derült ki. Ekkor érett meg benne az elhatározás: eddigi életével és emlékeivel visszavonul Rómába, egy újonnan felépítendő villába.

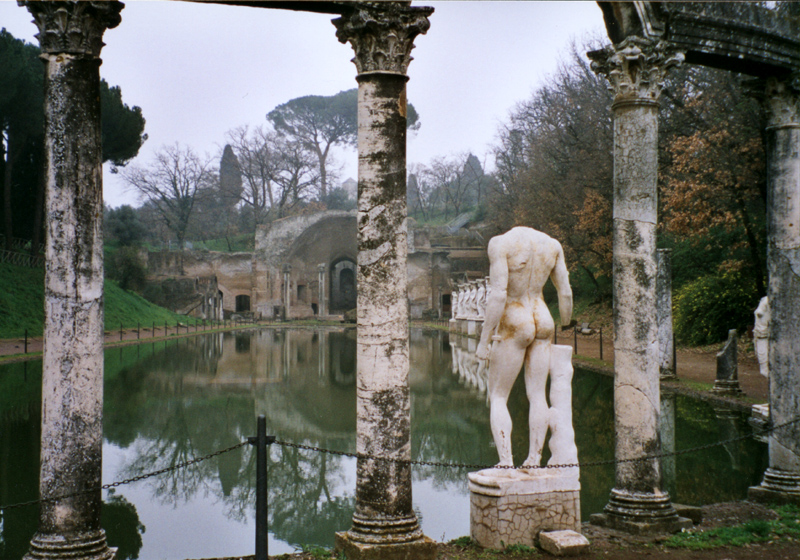
Részlet
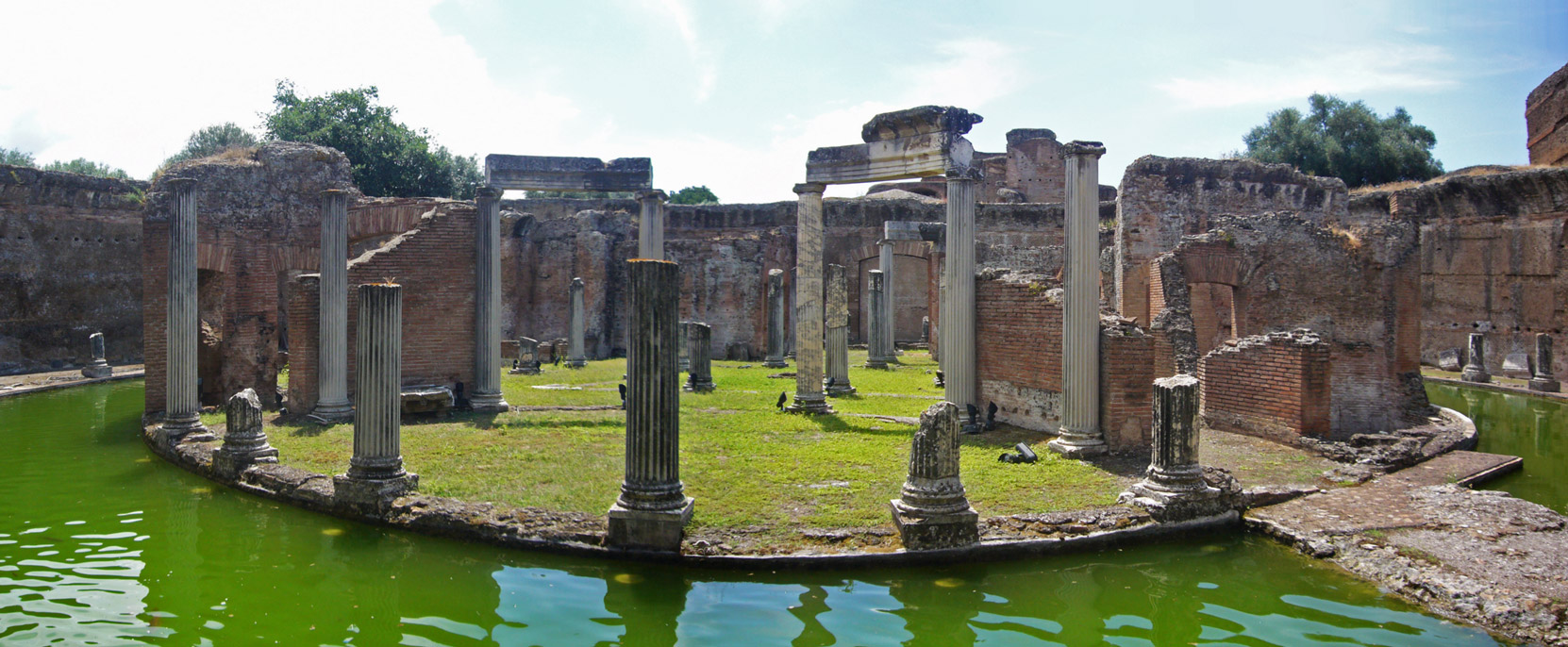
A tengeri színház panorámája
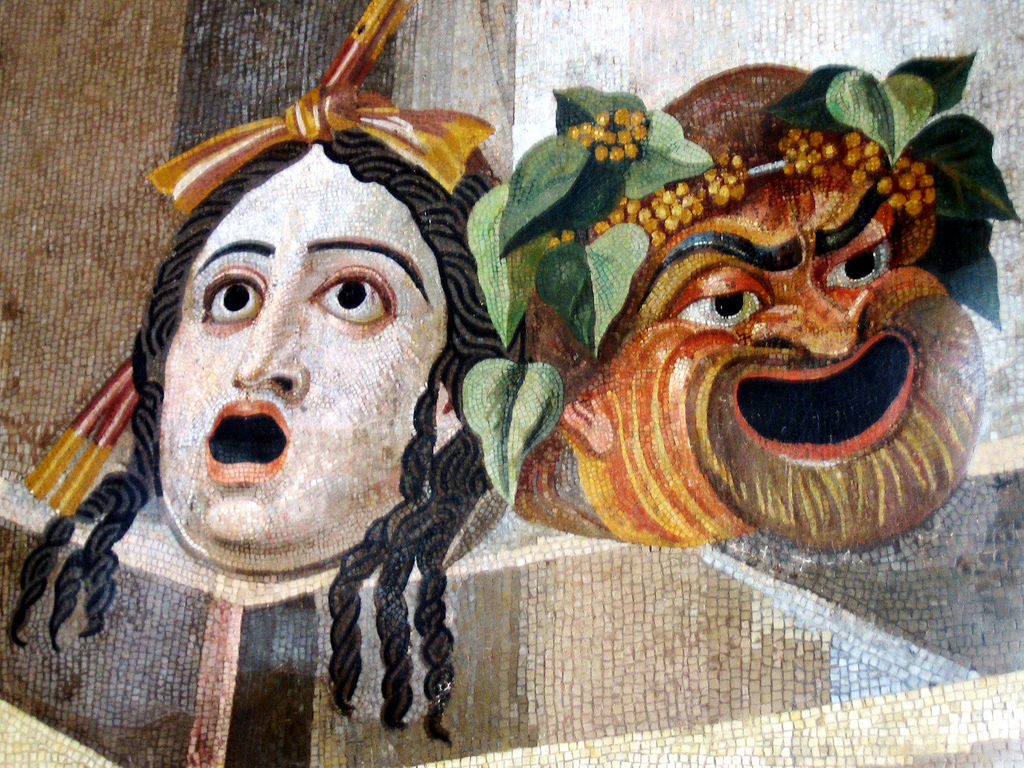
A tragédia és komédia maszkjai egy mozaikon